# Parc nacional de Khunjerab
El Parc nacional de Khunjerab (en urdú: خنجراب نیشنل پارک) és una àrea protegida del Pakistan, amb l'estatus de parc nacional des de l'any 1975. Administrativament forma part de Gilgit-Baltistan i posseeix una superfície de 2.269 quilòmetres quadrats. Es tracta un dels parcs més elevats del món.
El parc està situat prop del pas de Khunjerab, a la frontera entre el Pakistan i la Xina.

## Història
El Parc Nacional de Khunjerab es va establir principalment com un mitjà per protegir les ovelles de Marco Polo (així com la pantera de les neus i el bharal) que vivien a la zona. Les fronteres del parc van ser assignades per Schaller el 1974, després d'una petita enquesta sobre el terreny. El parc va ser establert formalment el 29 d'abril de 1979 pel primer ministre del Pakistan, Zulfikar Ali Bhutto, qui va dir que "ha de convertir-se en un parc mundialment famós".

## Fauna
El parc constitueix l'hàbitat de diverses espècies en perill d'extinció i amenaçades com la pantera de les neus, l'ovella de Marco Polo, l'ovella blava de l'Himàlaia i la cabra montesa.
També és una de les àrees més importants en diversitat biològica a les muntanyes de Pakistan. Les autoritats del Pakistan, tenen un pla gestor per protegir la flora de muntanya al parc Nacional. L'objectiu és controlar el pasturatge, i augmentar la població de les espècies amenaçades.